# Lil Durk
Durk Devontay Banks (Chicago, Illinois, 19 de octubre de 1992), conocido por su nombre artístico Lil Durk, es un rapero estadounidense. Durk es un miembro fundador del colectivo musical y discográfica Only the Family (OTF).

## Biografía
Durk Devontay Banks nació el 19 de octubre de 1992 en Englewood, un barrio del sur de Chicago. Creció con una gran responsabilidad, pues su padre fue encarcelado cuando tan solo tenía siete meses.
Banks recuerda los momentos de su juventud en los que no llegó a tener comida suficiente. Su primera vez en las redes sociales fue con su canal de YouTube llamado "Myspace", y creció con la idea de ser rapero cuando su base de fans se expandió. Banks comenzó a tomar en serio su carrera musical después de convertirse en padre a los 17 años y abandonar los estudios para entrar en una banda de Chicago, conocidos como los Black Disciples. Poco después de entrar, empezó a tener problemas con la ley y tuvo que hacer trabajos comunitarios en octubre de 2011 por cargos de armas, incluyendo posesión de arma sin licencia. Más tarde se declararía culpable para reducir la condena.

## Carrera
En 2010 formó el sello Only The Family, el cual es un colectivo formado por Lil Durk. Artistas como King Von y Doodielo están relacionados con la discográfica.
En 2011, Banks comenzó a tomar la música en serio. Tras planear firmar con las discografías de Chief Keef y French Montana, su carrea fue consideraba profesional tras la publicación de los sencillos "Sneak Dissin" y "I'ma Hitta", ambos tuvieron una crítica muy positiva. El 19 de octubre de 2012, Durk publicó su tercer mixtape, Life Ain't No Joke. El 22 de septiembre de 2015, el mixtape tenía alrededor de 216 mil descargas en DatPiff. En diciembre de 2012, Durk publicó el sencillo "L's Anthem", el cual era un remix con French Montana.

## Discografía
Álbumes de estudio
- 2015: Remember My Name
- 2016: Lil Durk 2X
- 2018: Signed to the Streets 3
- 2019: Love Songs 4 the Streets 2
- 2020: Just Cause Y'all Waited 2
- 2020: The Voice
- 2022: 7220
- 2023. Almost Healed

Álbumes colaborativos
- 2021: The Voice of the Heroes (con Lil Baby)

Álbumes en vivo
- 2022: Apple Music Live: Lil Durk

Álbumes recopilatorios
- 2018: Only the Family Involved Vol.1
- 2018: Only the Family Involved Vol.2
- 2019: Family over Everything
- 2021: Loyal Bros
- 2022: Loyal Bros 2
- 2023: Nightmares in the Trenches